# Rajd Internacional TAP 1970
Rajd Internacional TAP 1970 (4. Rali Internacional TAP) – 4. edycja rajdu samochodowego Rali Internacional TAP rozgrywanego we Portugalii. Rozgrywany był od 2 do 5 października 1970 roku. Była to osiemnasta runda Rajdowych Mistrzostw Europy w roku 1970.

## Klasyfikacja rajdu
| Miejsce                      | Kierowca                     | Pilot                        | Samochód                          | Czas                         | Strata                       |                              |
| Klasyfikacja generalna i ERC | Klasyfikacja generalna i ERC | Klasyfikacja generalna i ERC | Klasyfikacja generalna i ERC      | Klasyfikacja generalna i ERC | Klasyfikacja generalna i ERC | Klasyfikacja generalna i ERC |
| ---------------------------- | ---------------------------- | ---------------------------- | --------------------------------- | ---------------------------- | ---------------------------- | ---------------------------- |
| 1.                           | Simo Lampinen                | John Davenport               | Lancia Fulvia 1.6 Coupé HF        | 1:58:19                      | 0.0                          |                              |
| 2.                           | Sandro Munari                | Arnaldo Bernacchini          | Lancia Fulvia 1.6 Coupé HF        | 2:04:46                      | +6:27                        |                              |
| 3.                           | Björn Waldegård              | Hans Thorszelius             | Porsche 911 S                     | 2:12:09                      | +13:50                       |                              |
| 4.                           | José Bernardino Lampreia     | Christian Melville           | Datsun 2000 Prototype             | 2:26:26                      | +28:07                       |                              |
| 5.                           | Francisco Romãozinho         | Simões Manuel Costa          | Citroën DS 21 Proto Chassis Court | 2:32:01                      | +33:42                       |                              |
| 6.                           | António Peixinho             | José Bandeira                | Alfa Romeo 2000                   | 2:47:01                      | +48:42                       |                              |
| 7.                           | Américo Nunes                | Fernando Fonseca             | Porsche 911 S                     | 2:47:21                      | +49:02                       |                              |
| 8.                           | Giovanni Salvi               | José Arnaud                  | Porsche 911 L                     | 2:47:32                      | +49:13                       |                              |
| 9.                           | Charles Vanstalle            | Robert Loyens                | Datsun 2000 Prototype             | 2:49:00                      | +50:41                       |                              |
| 10.                          | Roy Fidler                   | Barry Hughes                 | Ford Escort Twin Cam              | 2:49:20                      | +51:01                       |                              |